# Hyalonema spatha
Hyalonema spatha är en svampdjursart som beskrevs av Konstantin R. Tabachnick och Claude Lévi 2000. Hyalonema spatha ingår i släktet Hyalonema och familjen Hyalonematidae. Inga underarter finns listade i Catalogue of Life.